# Michal Bílek
Michal Bílek (nacido el 17 de abril de 1965 en Praga, Checoslovaquia) es un exfutbolista y entrenador de fútbol checo. Fue seleccionador de la selección absoluta de la República Checa. Actualmente es el entrenador del FC Viktoria Pilsen.

## Biografía
Bílek debutó en 1982, y con solo 17 años, con el primer equipo del Sparta de Praga, equipo con el que se le relacionará durante toda su carrera, ya que vistió su camiseta en cuatro ocasiones distintas.
En 1990, tuvo su primera experiencia fuera de su país. Fichó por Real Betis equipo de la Segunda división española. Tras dos años en el conjuntó bético, regresó a Praga. 
Luego jugó en el FK Viktoria Žižkov y FK Teplice hasta el año 2000, regresando una vez más a su club.
Inmediatamente después de retirarse, Bílek comenzó a entrenar, precisamente al Teplice. Después de una breve estancia en Costa Rica, regresó a casa, pasando a gestionar FK Chmel Blšany, el FC Viktoria Plzen y el MFK Ružomberok. Desde 2006, se hizo cargo del Sparta de Praga, ganando la liga en su primer año y terminando segundo en el siguiente.

### Selección nacional
Bílek debutó en 1987 con selección de Checoslovaquia. Disputó más de 30 encuentros y fue el pilar ofensivo del conjunto checoslovaco de la Copa Mundial de Fútbol de 1990, anotando dos tantos y poniendo a su selección en cuartos de final. 
Tanto él, como otros muchos compatriotas, a partir de 1993 disputó encuentros con la recién formada Selección de la República Checa. Su última participación con la selección fue en 1995.
A finales de octubre de 2009, y después de haber entrenado el equipo nacional sub-19 siete años atrás, Bílek fue nombrado, junto a Vladimír Šmicer, nuevo entrenador de la selección absoluta, después de la renuncia de Ivan Hašek tras el fracaso de no clasificar a su país para la Copa Mundial de Fútbol de 2010. Dimitió de su cargo en 2013, tras no poder clasificar al combinado checo para el Mundial.
| Años      | Selección       | PJ (Goles) |
| --------- | --------------- | ---------- |
| 1987–1992 | Checoslovaquia  | 32 (11)    |
| 1992–1995 | República Checa | 3 (0)      |

## Clubes

### Como jugador
| Club                | País            | Año       | PJ (Goles) |
| ------------------- | --------------- | --------- | ---------- |
| AC Sparta Praga     | República Checa | 1982-1983 | 13 (0)     |
| FK Union Cheb       | República Checa | 1984-1985 | 50 (4)     |
| AC Sparta Praga     | República Checa | 1986-1990 | 135 (32)   |
| Real Betis Balompié | España          | 1990-1992 | 59 (11)    |
| AC Sparta Praga     | República Checa | 1992-1993 | 28 (5)     |
| FK Viktoria Žižkov  | República Checa | 1993-1996 | 91 (20)    |
| AC Sparta Praga     | República Checa | 1996-1998 | 15 (1)     |
| FK Teplice          | República Checa | 1998-2000 | 76 (11)    |
| TOTAL               | TOTAL           | TOTAL     | 430 (74)   |

### Como entrenador
| Club                            | País            | Año/s     |
| ------------------------------- | --------------- | --------- |
| FK Teplice                      | República Checa | 2001      |
| Club Sport Cartaginés           | Costa Rica      | 2001-2002 |
| Selección checa Sub-23          | República Checa | 2002-2003 |
| FK Chmel Blšany                 | República Checa | 2003-2006 |
| FC Viktoria Plzen               | República Checa | 2006      |
| AC Sparta Praga                 | República Checa | 2006-2008 |
| MFK Ružomberok                  | Eslovenia       | 2008-2009 |
| Selección de la República Checa | República Checa | 2009-2013 |

## Palmarés

### Clubes
Sparta de Praga
- Primera División de Checoslovaquia: 1987, 1988, 1989, 1990.
- Copa de Checoslovaquia: 1988, 1989.
- Liga de la República Checa:1997
- Copa de la República Checa: 1987, 1988, 1989.
- Copa Intertoto:1989.

### Individual
- Futbolista Checoslovaco del año en 1989.